# Восьмигранный колодец
Восьмигра́нный коло́дец — архитектурное сооружение в Дворцовом парке Гатчины, представляющее собой каменный бассейн, построенный вокруг родника. Один из самых ранних объектов парка, колодец был сооружён недалеко от Большого Гатчинского дворца по проекту итальянского архитектора А. Ринальди в 1770-х годах, в период, когда Гатчина принадлежала князю Г. Г. Орлову. Объект культурного наследия России федерального значения в категории памятников градостроительства и архитектуры.

## История
Геологической особенностью Ижорской возвышенности, на которой расположена Гатчина, является обилие источников подземных вод. В 1770-х годах, когда дворцово-парковый ансамбль Гатчины ещё принадлежал светлейшему князю Г. Г. Орлову, а планировкой Дворцового парка и насыщением его малыми декоративными формами занимался итальянский архитектор Антонио Ринальди, вокруг одного из таких ключей, неподалёку от Большого Гатчинского дворца, по проекту Ринальди был выстроен Восьмигранный колодец.
Колодец оказался, таким образом, одним из самых ранних архитектурных сооружений парка. «Юрнал береговой описи», составленный неким штурманом Крыласовым, говорит, что к 1783 году, к моменту, когда скончался Григорий Орлов, усадьба была выкуплена государством и подарена Екатериной II своему сыну, наследнику престола великому князю Павлу Петровичу, наиболее значительными сооружениями гатчинского парка были лишь Восьмигранный колодец, Колонна Орла и Чесменский обелиск. Сравнительно малое число объектов вообще было свойственно пейзажным паркам середины XVIII века. При этом колодец-родник представлял собой тип миниатюрной «архитектурной затеи», характерной для романтического пейзажного парка.
В конце XVIII века участок парка с Восьмигранным колодцем в центре был окончательно оформлен. Это была площадка, обсаженная кустарником, куда спускалась каменная лестница, сохранившаяся доныне. Лестница была сооружена со стороны Карпина пруда примерно в те же годы, когда строились лестницы регулярных Голландских садов, находящихся недалеко, к востоку от дворца. В 1886 году колодец был отремонтирован. Стенки бассейна, сложенные первоначально из пудостского камня, были заново выложены гранитными блоками (обрамление верхнего края чаши колодца с самого начала было гранитным).
Со второй половины 1950-х годов доступ к колодцу был затруднён, так как вокруг расположенного рядом Серебряного озера была устроена охранная зона с оградой — в период после Великой Отечественной войны озеро стало основным источником водоснабжения города Гатчина. Колодец обветшал, площадка вокруг него заросла травой и кустарником, вода в роднике, наполнявшем колодец, иссякла. В августе 1960 года Восьмигранный колодец был взят под охрану постановлением Совета министров РСФСР. Ныне он является объектом культурного наследия России федерального значения в категории памятников градостроительства и архитектуры.

## Описание
Восьмигранный колодец находится в зарослях акаций у северного берега Карпина пруда, между Собственным садом и Серебряным озером. Берег Серебряного озера занимает здесь так называемый Придворцовый участок левобережной половины Английского сада — основной пейзажной части Дворцового парка. Придворцовый участок — это, прежде всего, большой зелёный луг перед дворцовым фасадом (колодец, таким образом, расположен восточнее и северо-восточнее Большого Гатчинского дворца). В масштабах всего парка Восьмигранный колодец не является объектом, играющим важную роль в пейзаже, однако для Придворцового участка он выступал одним из трёх архитектурных акцентов, наряду с гротом «Эхо» и Плоским мостом.
Сооружение представляет собой небольшой бассейн для бьющего из земли родника, заключённый в каменную оправу. Вода из колодца по подземной трубе стекает в Серебряное озеро. Размеры колодца сравнительно невелики — около 7 м в диаметре и более 2 м глубиной. Чаша колодца едва поднимается над уровнем земли, сливается с газоном, в связи с чем создаётся ощущение, будто колодец — природное образование, а не рукотворное произведение.
Название сооружения в определённой мере условно, так как рисунок колодца в плане выглядит как соединение четырёх полукружных элементов. Пространство стенок между четырьмя полукружиями — это отделённые с двух сторон выступающими лопатками заглублённые участки прямоугольного контура. Сверху колодец, таким образом, своим рисунком напоминает каменный цветок. Его борт отмечен выступающим над уровнем земли гранитным фигурным парапетом со сложным профилем. Общая высота бортового обрамления — чуть более метра, оно подразделяется на верхнюю скруглённую часть и идущий по периметру ниже неё профилированный пояс.
Восьмигранный колодец характеризуется простотой и изяществом, правильно найденными пропорциями, оригинальностью очертаний. В декоративном оформлении этого паркового объекта сочетаются симметрия, свойственная классицизму, и некая прихотливость форм, традиционная для барокко, что отражает индивидуальную художественную манеру А. Ринальди.